# Верхейен, Карл
Карл Эдуард Верхейен (нидерл. Carl Eduard Verheijen; 26 мая 1975, Гаага) — нидерландский конькобежец, двукратный бронзовый призёр Олимпийских игр 2006 года, пятикратный чемпион мира на отдельных дистанциях, многократный призёр чемпионатов мира и Европы, четырёхкратный чемпион своей страны.